# تصوير البورتريه في إسكتلندا

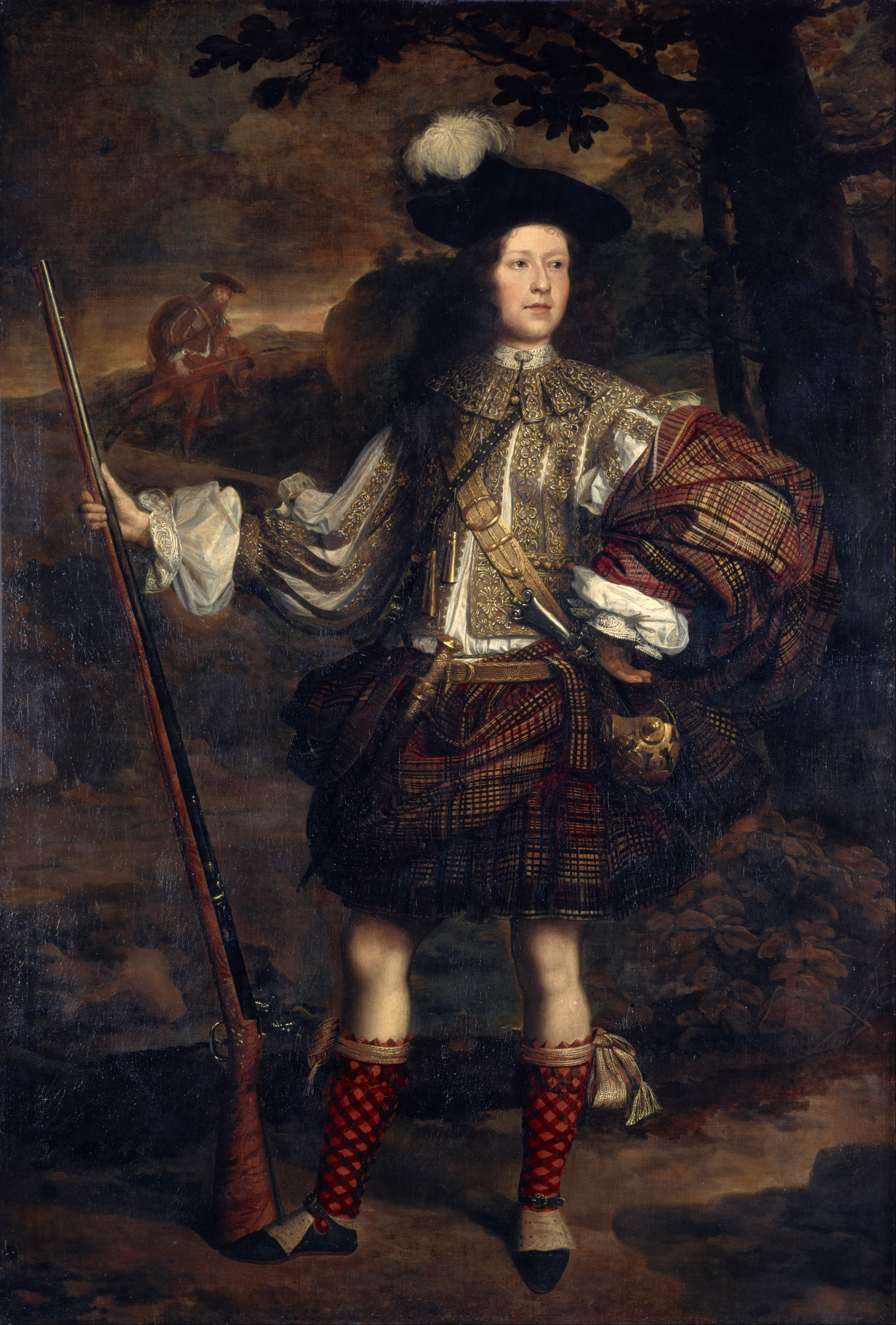
اللورد مونغو موراي، جون مايكل رايت، مثال مبكر على البورتريه بطول الجسم في ثوب المرتفعات (نحو عام 1680)

يشمل تصوير البورتريه في اسكتلندا جميع أشكال البورتريه المصوّر في اسكتلندا، منذ بداياته في أوائل القرن السادس عشر حتى وقتنا الحاضر. تعود أصول تقليد تصوير البورتريه في اسكتلندا إلى عصر النهضة، بالأخص عبر الاتصالات مع هولندا. ويعد أول بورتريه باقٍ لشخص مسمى هو بورتريه رئيس الأساقفة ويليام إلفينستون، الذي صوّره على الأرجح فنان اسكتلندي باستخدام التقنيات الفلمنكية نحو عام 1505. في الفترة نفسها تقريبًا، اتجه الملوك الاسكتلنديون إلى تسجيل مظاهر العائلة المالكة في بورتريهات، مصورة بألوان الزيت على ألواح خشبية. يحتمَل أن الأقليات والمقاطعات الخاضعة لاسكتلندا في الجزء الأكبر من القرن السادس عشر عطلت تقليد تصوير البورتريهات الملكية فيها. بدأت في الازدهار بعد فترة الإصلاح الديني، مع لوحات للفنانين الهولنديين هانز إيوورث، آرنولد برونكهورست، وأدريان فانسون تصور الشخصيات الملكية والنبلاء. صُمِّمَ نوع معين من الصور الاسكتلندية في هذا العصر وهو «بورتريه الثأر»، للحفاظ على ذكرى فظيعة حية. أزال اتحاد التاج عام 1603 مصدرًا رئيسًا للرعاية الفنية في اسكتلندا بانتقال جيمس السادس وبلاطه إلى لندن. وقد اعتُبرت النتيجة تحولـا «من التاج إلى القلعة»، إذ أصبح النبلاء والليردات (اللوردات الاسكتلنديون) المحليون هم المصدر الرئيس للرعاية.
كان أول فنان اسكتلندي بارز في تصوير البورتريه هو جورج جيمسون، الذي أصبح أحد أنجح المصورين في عهد تشارلز الأول ملك إنجلترا. وهو من درّب فنان عصر الباروك جون مايكل رايت. في هذه الفترة، أصبح تصوير البورتريه بطول الجسم في ثوب المرتفعات نوعًا شائعًا من التصوير. ظهر وليام آيكمان ليكون مصوِّر البورترية الإسكتلندي الأبرز في الجيل التالي. وقد هاجر، مثل معظم المصورين الاسكتلنديين المعروفين قبل أواخر القرن الثامن عشر، إلى لندن. صور جون ألكساندر وويليام موسمان العديد من شخصيات عصر التنوير المبكر في إدنبرة. أثبت آلان رامزي نفسه بصفته مصور البورتريه الأبرز للنبلاء الاسكتلنديين واضطلع بتصوير العديد من البورتريهات للشخصيات الرئيسة في التنوير الإسكتلندي. ركز في وقت لاحق على البورتريهات الملكية، متطلعًا إلى الأسلوب العظيم لجوشوا راينولدس، ولكن العديد من بروتريهاته المبكرة -بالأخص للنساء- هي أقل رسمية وأكثر حميمية. كان مصور البورتريه الأهم في النصف الثاني من هذا القرن هو هنري رايبورن، وهو أول فنان بارز يتابع مسيرته المهنية بالكامل في اسكتلندا، وقد تجاوزت موضوعاته طبقة النبلاء إلى الطبقات الوسطى. من بين تلاميذه الإخوة ويليام (ألكسندر) وأرشيبالد وأندرو روبرتسون. أسس الشقيقان الأولان (ألكسندر وأرشيبالد) الأكاديمية الكولومبية للتصوير في نيويورك، وكان أندرو مصور المصغرات الإسكتلندي الأبرز في عصره.
تضمن جيل المصورين الذي تبع ريبورن ديفيد واتسون، وجون واتسون غوردون، وديفيد ويلكي الذي أصبح أحد أكثر الفنانين البريطانيين تأثيرًا في هذا القرن. من منتصف القرن التاسع عشر، تراجع تصوير البورتريه، بالأخص المنمنمات، بصفته فنًا، وبدأ التصوير الفوتوغرافي أيضًا في التأثير على التصوير التشكيلي. من الشخصيات الرئيسة التي عملت في مجال تصوير البورتريه وبرزت في النصف الثاني من القرن: فرانسيس جرانت، وروبرت سكوت لاودر، وويليام كويلر أورتشاردسون، وجون بيتي. في القرن العشرين، سرّع الابتعاد عن الفن التشخيصي إلى الانطباعية والتجريد، من تراجع تصوير البورترية. من الفنانين الذين واصلوا مزاولة تصوير البورتريه فرانسيس كاديل، سيسيل والتون، دوروثي جونستون، وجيمس كوي. شهد النصف الثاني من القرن العشرين حركة عامة للعودة إلى التشخيص التمثيلي. كان الكسندر موفات من بين المفكرين الاسكتلنديين البارزين في الستينيات. من بين الفنانين المرتبطين به (موفات) والمعروفين بـ«أولاد غلاسكو الجدد» ستيفن كامبل، وبيتر هاوسون، وكين كوري، وأدريان ويسنيفسكي. تركزت حركة موازية في إدنبرة، حول معرض 369 في المدينة، وشملت كارولين ماكنيرن وروبرت ماكلورين وغوين هاردي.

## القرن السادس عشر
تعود أصول تقليد تصوير البورتريه في اسكتلندا إلى عصر النهضة، التي بدأت في الوصول إلى اسكتلندا في القرن الخامس عشر. كان للبورتريهات دور هام في مجتمع عصر النهضة، حيث قُيِّمت بصفتها أشياء، وبصفتها تصويرًا للنجاح والمكانة الأرضية. في اسكتلندا، حدث هذا بشكل خاص عبر الاتصالات مع هولندا، التي اعتُبرت عمومًا مركز التصوير في النهضة الشمالية. من بين منتجات هذه الروابط بورتريه رائع لويليام إلفينستون (1431-1514)، رئيس مجلس اللوردات، وأسقف أبردين ومؤسس الجامعة فيها. الذي صُوِّر نحو عام 1505، وهو واحد من أقدم التمثيلات الباقية  لشخص اسكتلندي مسمّى، صوّره على الأرجح فنان اسكتلندي باستخدام التقنيات الفلمنكية بألوان زيتية على الخشب. في نفس الوقت تقريبًا، اتجه الملوك الاسكتلنديون، مثل نظرائهم من الإنجليز، إلى تسجيل مظاهر العائلة المالكة في بورتريهات، مصورة بألوان الزيت على ألواح خشبية. ربما كشكل من أشكال التعبير السياسي. كما في إنجلترا، يحتمَل أنه كان للملوك بورتريهات نموذجية للعائلة المالكة تستخدم للنسخ والاستنساخ، لكن نسخ البورتريهات الملكية الأصلية الباقية بسيطة (غير مصقولة) عمومًا وفقًا للمعايير الأوروبية.
في عام 1502، دفع جيمس الرابع ملك اسكتلندا تكاليف تسليم بورتريهات لعائلة تيودور، التي يُحتمل أن من صورها هو «إنجليش باينتور» (مصوِّر إنجليزي) يسمى «مينورز»، الذي بقي في اسكتلندا لتصوير الملك وعروسه الجديدة مارغريت تيودور في العام التالي. «مينورز» هذا كان ماينارد ووّيك، مصور فلمنكي عَمِل عادة لدى هنري السابع في لندن. في سبتمبر 1505، استقدم أندرو هاليبرتون -الوكيل التجاري في ميديلبورخ- إلى اسكتلندا مصورًا فلمنكيًا آخر يُدعى «بيرس»، وقد يكون بيكن بوفلانت، وكان متدربًا لدى مصوِّر أنتويرب غوزفين فان در فايدن،. لا توجد تفاصيل معروفة عن أعماله، باستثناء مساعدته في رسم الأزياء والشعارات للبطولات، لكن الملك أعطاه راتبًا وإقامة، ومن المحتمل أن بيرس قد صوَّر بورتريهات لأعضاء البلاط. عاد بيرس إلى فلاندرز من إنفيركيثينج في يوليو 1508. تطلِق عليه بعض المراجع في الحسابات الملكية «الرجل الفرنسي».